# آن دايموند (شاعرة)
آن دايموند (بالإنجليزية: Ann Diamond)‏ (11 أبريل 1951، مونتريال في كندا)؛ شاعرة، كاتِبة وروائية كندية. درست في جامعة كونكورديا.